# Vedea
Vedea es una comuna ubicada en el distrito de Teleorman, Rumania.

## Superficie
Posee una superficie de 50,75 kilómetros cuadrados.

## Demografía
Hasta 2021 la población era de 2557 habitantes, con una densidad de población de 50,38 habitantes por kilómetro cuadrado.